# Anthyperythra hermearia
Anthyperythra hermearia är en fjärilsart som beskrevs av Swinhoe 1891. Anthyperythra hermearia ingår i släktet Anthyperythra och familjen mätare. Inga underarter finns listade i Catalogue of Life.